# Телерадіокомпанія «Обрій»
ТОВ "Телерадіокомпанія «Обрій» — здійснює телевізійне і радіомовлення у місті Бобровиця Чернігівської області. 

## Історія
Компанію у 1998 році заснував і очолив Григорій Войток. 
В березні 1999 року вперше вийшла в ефір.

## Сучасний стан
Нині 51% акцій товариства належить ТОВ «Земля і воля», решта — ТОВ «Куликівське молоко» (44%) і Григорію Войтку (5%).
Телепередачі «Обрію» дивляться жителі Бобровицького, а також частково Носівського, Козелецького та Ніжинського районів Чернігівської області, і Броварського та Згурівського районів Київської області.

## Творчі відзнаки
Творчий колектив телестудії і окремі працівники нагороджені дипломами Всеукраїнських телевізійних фестивалів, ставали переможцями в номінаціях обласного фестивалю «Золотий передзвін Придесення».